# Gare de Pau
La gare de Pau est une gare ferroviaire française située à Pau, chef-lieu du département français des Pyrénées-Atlantiques, en région Nouvelle-Aquitaine.
Elle est mise en service le 4 mars 1863, par la Compagnie des chemins de fer du Midi et du Canal latéral à la Garonne. Lors de son ouverture, elle est dénommée gare du Midi.
C'est une gare de la Société nationale des chemins de fer français (SNCF), desservie par le TGV, des Intercités et des trains régionaux (réseaux TER Nouvelle-Aquitaine et TER Occitanie).

## Situation
La gare est située entre le ruisseau de l'Ousse et le gave de Pau, au sud du centre-ville.

### Situation ferroviaire
Établie à 178 mètres d'altitude, la gare de bifurcation de Pau est située au point kilométrique (PK) 215,735 de la ligne de Toulouse à Bayonne, entre les gares ouvertes aux voyageurs d'Assat et d'Artix.
Elle est également l'origine de la ligne de Pau à Canfranc (frontière), avant la gare de La Croix-du-Prince. Cette dernière ligne est exploitée jusqu'à Bedous.

## Histoire
En 1857, à la suite de la mise en concession de la future ligne Toulouse à Bayonne par l'État, en faveur de la Compagnie des chemins de fer du Midi et du Canal latéral à la Garonne, la municipalité se penche sur la construction d'une gare.

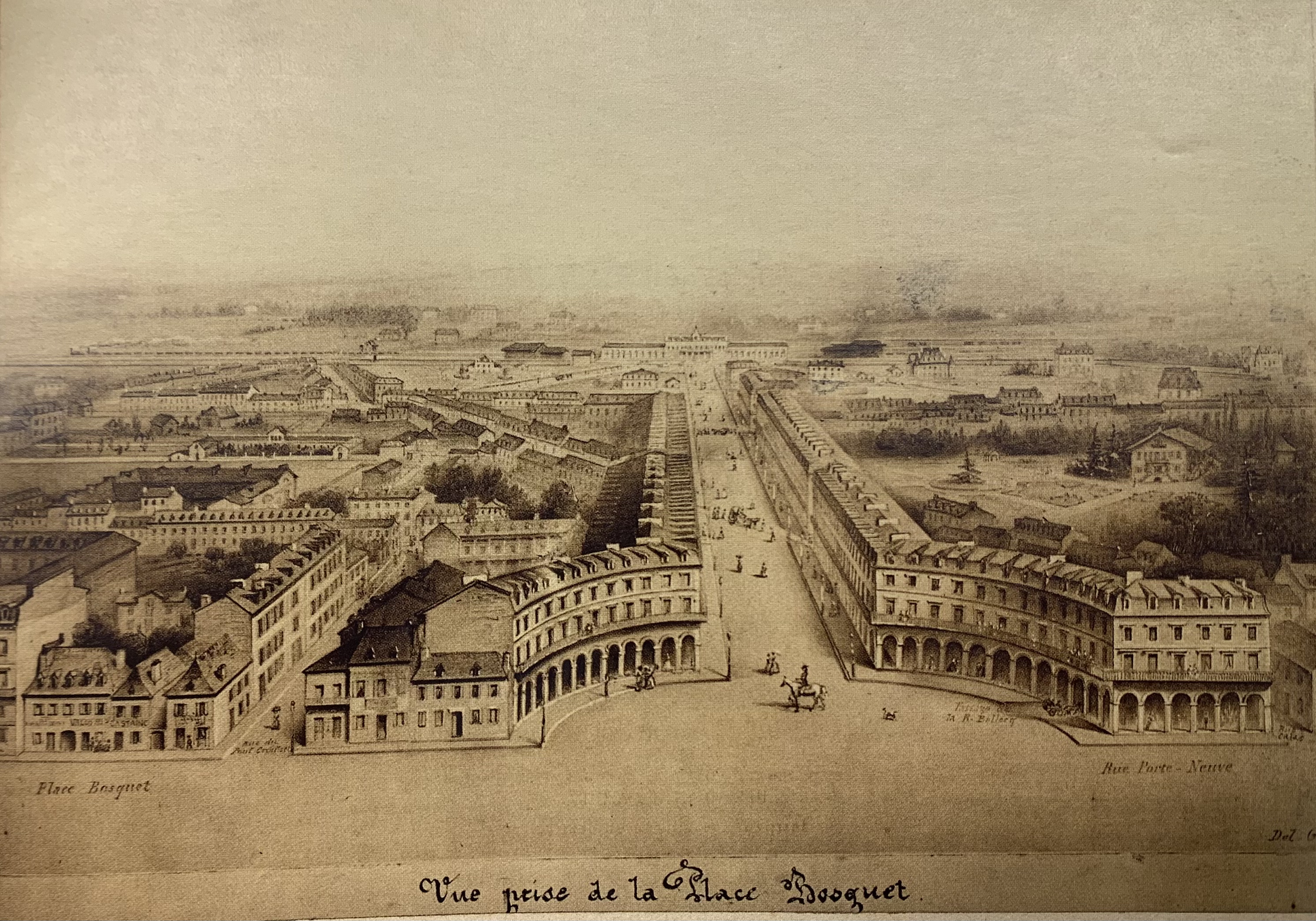
Projet d'une avenue de la Gare, au loin la gare au nord de la ville.

Plusieurs emplacements sont évoqués, notamment : 
Un premier, au nord de la ville, près de la rue Montpensier, accompagné du percement d'une large avenue et la création d'un vaste programme immobilier reprenant les lignes architecturales de la place Gramont.

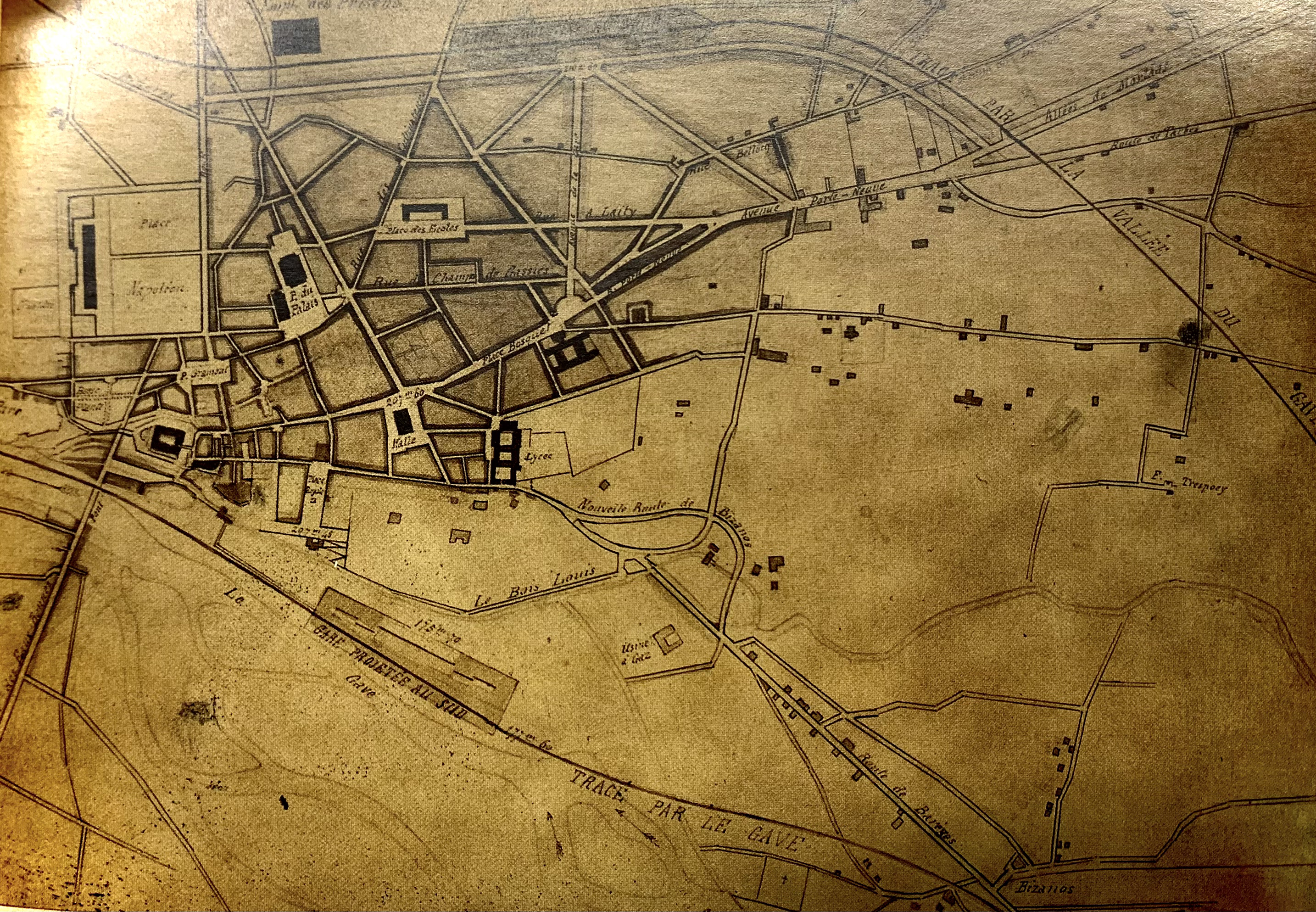
Plan des deux projets d'une gare, au nord et au sud de la ville.

Un second, en remplacement de l'espace occupé par la place de la Monnaie, où les bâtiments au sud de celle-ci, ainsi que les abattoirs, sont alors voués à la démolition.
Et enfin, un troisième et dernier projet le long du gave, non loin de la ville de Bizanos. Le troisième projet est retenu à la suite de nombreuses pétitions de la population paloise, alors fort investie dans le projet.
La section orientale de la ligne est alors mise en service le 4 mars 1863.
La Compagnie, par souci d'économie fait construire une petite gare de fortune, provisoire, entièrement en bois, à la grande déception des Palois. Dans une lettre datée du 22 septembre 1865, adressée au directeur de la Compagnie, le maire Patrice O'Quin, se plaint alors de l'état précaire de l'édifice, par ces quelques mots :
« On n'y gelait pendant l'hiver, on y était inondés durant les pluies et on y étouffait durant les chaleurs. Je vous avoue ainsi, que j'en n'ai souffert quelquefois personnellement. J'ai entendu un médecin distingué, dire devant moi, que si la compagnie avait voulu asphyxier les voyageurs et surtout les employés qui y sont à poste fixe, elle ne s'y serait pas prise autrement. »
Malgré quelques modifications et la construction d'une halle de marchandises, la Compagnie se refuse à la construction d'un édifice définitif, ne sachant alors, pas la rentabilité future de la ligne, qui plus est, non achevée à ce moment-là.
Il faut alors attendre la mise en service de la section centrale entre Lourdes et Pau, le 20 juin 1867 pour que la gare soit enfin reconstruite en dur la même année.
En 2019, la ville annonce la réhabilitation de la gare et de la halle Sernam, pour une livraison prévue début 2024. À l'occasion de ces travaux, la gare retrouve notamment son apparence originelle par la démolition des deux ailes construite au début du XXe siècle.
Le nouveau pôle d'échange multimodal de la gare de Pau, voyant le jour après les travaux de réhabilitation du parvis, a ouvert le 10 juillet 2023. Il met notamment à disposition un dépose-minute, le terminus de la ligne Fébus et une promenade le long de la berge de l'Ousse.

## Architecture
Dans son état initial, la gare est alors un long bâtiment de 115m de long par 14m de large, auquel s'ajoute, côté voies, une grande halle munie de larges verrières. Sur la façade nord donnant sur la cour, un long promenoir couvert de marquises, court le long de la façade, ce terminant de part et d'autre par deux pavillons. Au centre s'élève un portique à trois arcades, formant un péristyle, à l'origine, ouvert sur l'extérieur. Celui-ci est orné d'un fronton à décor de feuilles de chêne, supportant une horloge. Le fronton supporte également les armes couronnées des villes de, Toulouse à gauche, de Bayonne à droite, au centre celles de la ville de Pau.
En 1907, la gare se voit agrandie par l'ajout de deux ailes latérales, destinées à accueillir, à l'ouest un buffet, et à l'est, un nouveau service de messagerie.
L'aile est, est doublée dans sa largeur durant les années 1930, et une vaste halle attribuée à la Sernam, est également construite en même temps.
Les deux ailes, sont détruites, en 2021 dans le cadre du projet de réhabilitation du parvis de la gare, laissant place à un espace plus vaste à la circulation des transports palois.

## Service des voyageurs

### Accueil
Gare de la SNCF, elle dispose d'un bâtiment voyageurs, avec guichet, ouvert tous les jours. Elle est équipée d'automates pour l'achat de titres de transport. C'est une gare « Accès Plus » disposant d'aménagements, d'équipements et de services pour les personnes à la mobilité réduite.

### Desserte
Pau est une gare nationale, desservie par des TGV inOui et des Intercités ; c'est également une gare régionale, desservie par des trains TER des réseaux TER Nouvelle-Aquitaine et TER Occitanie.

### Intermodalité

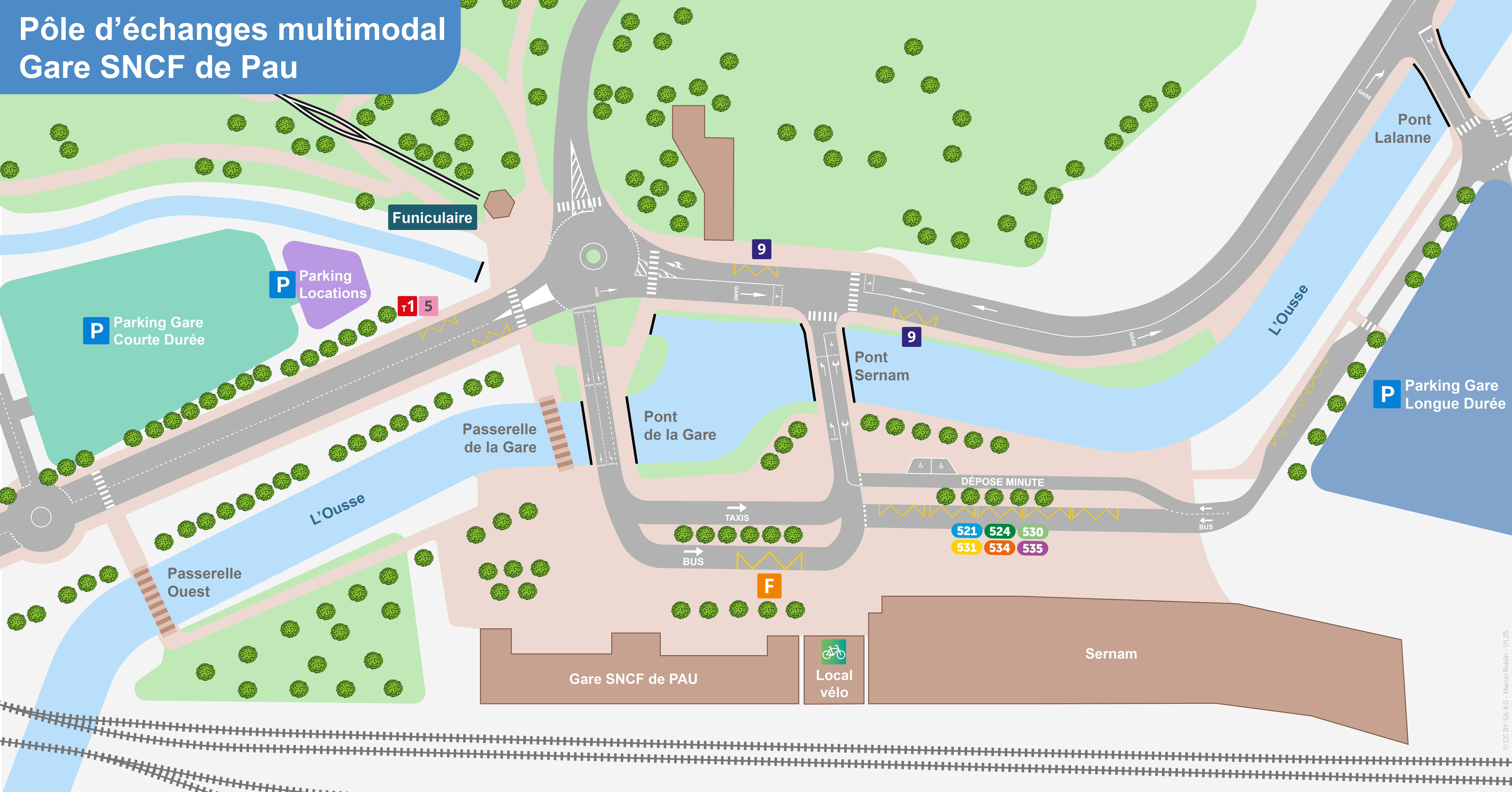
Plan du Pôle d'Échanges Multimodal de la Gare de Pau

Un pôle d'échanges multimodal a été mis en service en juillet 2023 sur le parvis de la gare. Il permet de faciliter l'intermodalité en réunissant différents modes de transports sur un même lieu.
Ce pôle est composé :
- D'arrêts de bus urbains Idelis (ligne BHNS F & lignes T1, 5 et 9)
- D'arrêts de cars interurbains (lignes 521, 524, 530, 531, 534, 535 et 966)
- Du funiculaire de Pau
- D'un parking à vélos sécurisé
- D'un parking courte durée
- D'un parking longue durée
- D'un dépose-minute

## Projet
Un projet de passerelle au-dessus des voies a été présenté début mai 2023. Elle doit permettre d'améliorer l'accessibilité de la gare pour les personnes à mobilité réduite.

## Fréquentation
En 2007, la gare est fréquentée par 1 024 284 voyageurs.
De 2015 à 2023, selon les estimations de la SNCF, la fréquentation annuelle de la gare s'élève aux nombres indiqués dans le tableau ci-dessous. :
| Année                      | 2015      | 2016    | 2017      | 2018    | 2019      | 2020    | 2021      | 2022      | 2023      |
| -------------------------- | --------- | ------- | --------- | ------- | --------- | ------- | --------- | --------- | --------- |
| Voyageurs seuls            | 806 310   | 760 097 | 830 486   | 725 078 | 837 523   | 621 116 | 961 429   | 1 234 139 | 1 275 571 |
| Voyageurs et non voyageurs | 1 007 888 | 950 121 | 1 038 108 | 906 347 | 1 046 903 | 776 395 | 1 201 786 | 1 542 674 | 1 594 464 |

## Lieu de mémoire

Hommages aux soldats et cheminots morts pour la France durant les deux Guerres.
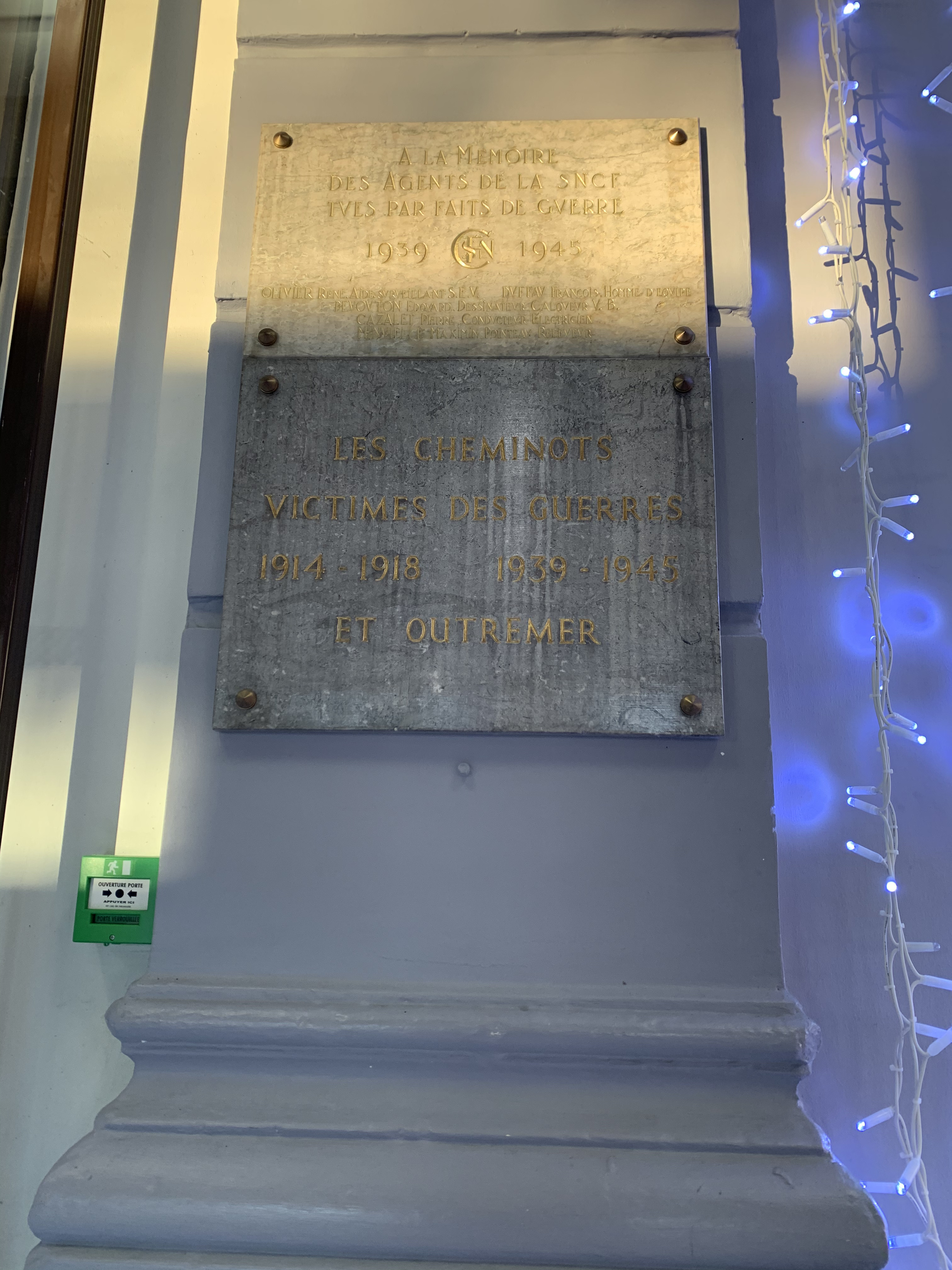
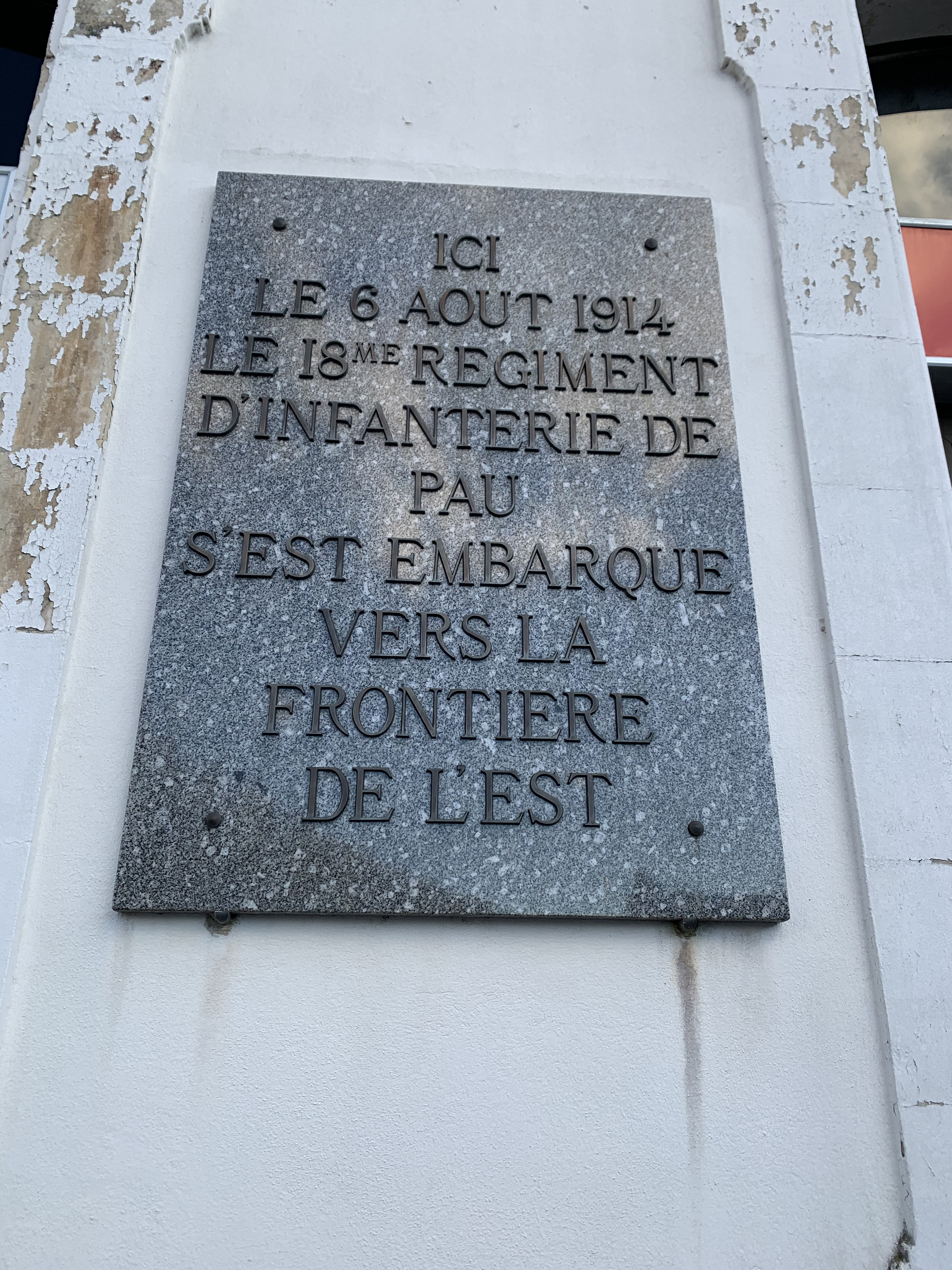
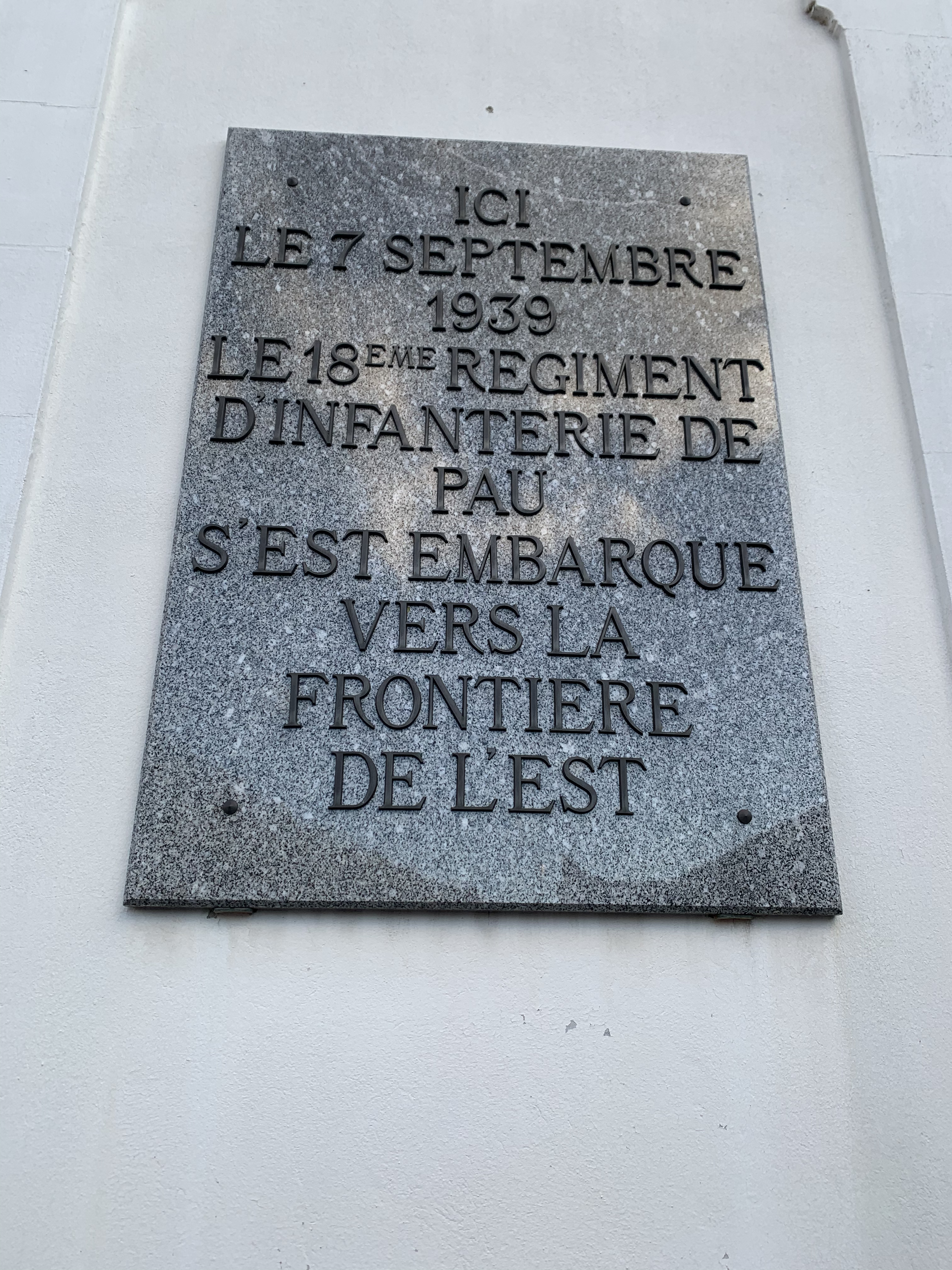

## Galerie

Voies, quais et desserte, en 2015
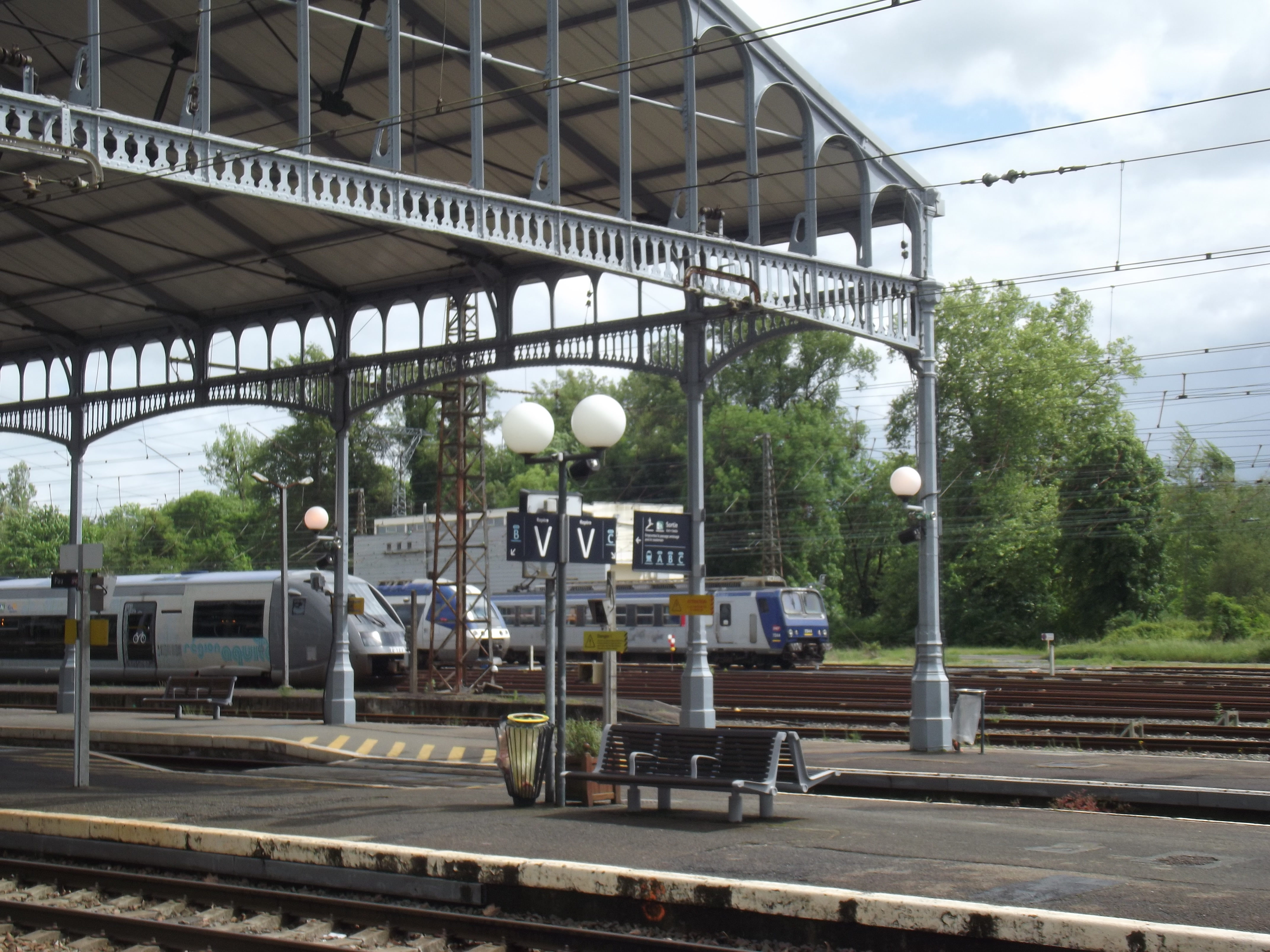
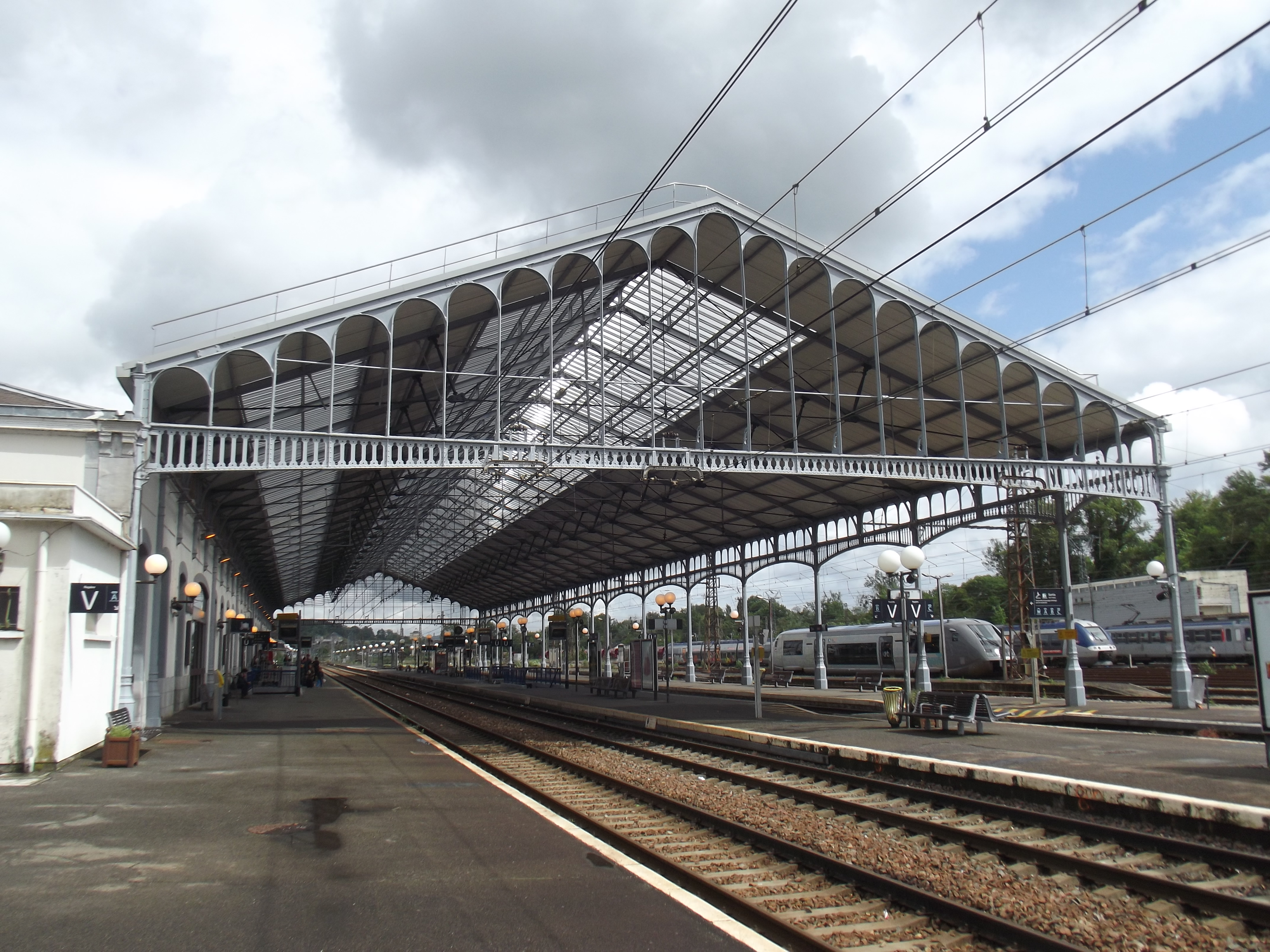
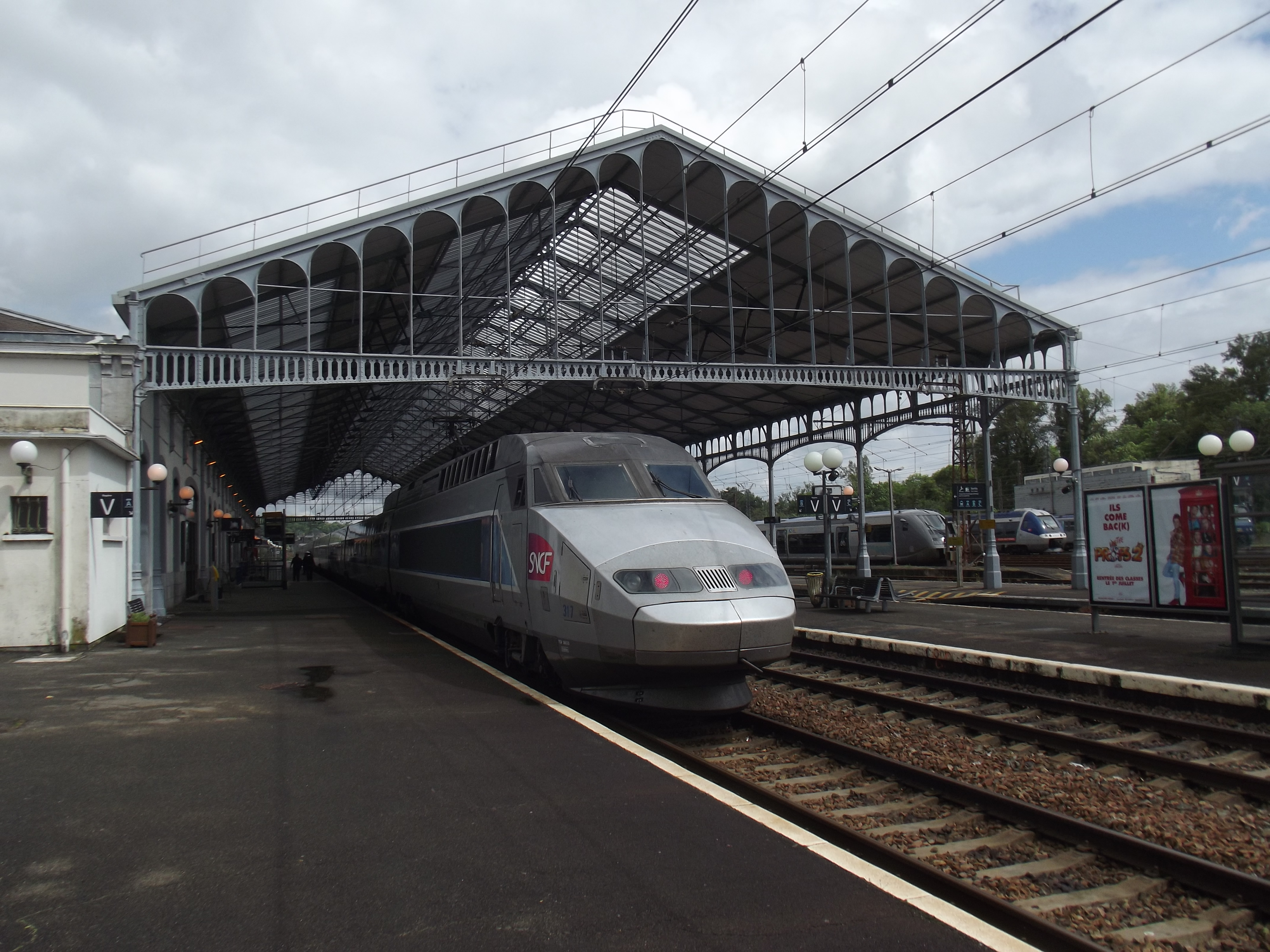